# بکسلی
latitudeبکسلیlongitudeبکسلی
بکسلی (به انگلیسی: Bexley) یک نبرد در بریتانیا است که در انگلستان واقع شده‌است.